# Hadena imitata
Hadena imitata là một loài bướm đêm trong họ Noctuidae.